# Senaud
Senaud est une ancienne commune française située dans le département du Jura en région Bourgogne-Franche-Comté.
Le 1er janvier 2016, elle fusionne avec ses trois voisines Florentia, Nantey et Val-d'Épy pour créer la nouvelle commune Val d'Épy qui prend le statut de commune déléguée, les quatre communes fusionnées prenant le statut de commune déléguée,.

## Géographie
Senaud fait partie du Revermont.

## Politique et administration
| Période   | Période          | Identité      | Étiquette | Qualité |
| --------- | ---------------- | ------------- | --------- | ------- |
| mars 2001 | mars 2008        | Jean Ecochard |           |         |
| mars 2008 | 31 décembre 2015 | Jean Vadin    |           |         |

| Période      | Période  | Identité | Étiquette | Qualité |
| ------------ | -------- | -------- | --------- | ------- |
| janvier 2016 | En cours |          |           |         |

## Démographie
L'évolution du nombre d'habitants est connue à travers les recensements de la population effectués dans la commune depuis 1800. À partir du 1er janvier 2009, les populations légales des communes sont publiées annuellement dans le cadre d'un recensement qui repose désormais sur une collecte d'information annuelle, concernant successivement tous les territoires communaux au cours d'une période de cinq ans. 
Pour les communes de moins de 10 000 habitants, une enquête de recensement portant sur toute la population est réalisée tous les cinq ans, les populations légales des années intermédiaires étant quant à elles estimées par interpolation ou extrapolation. Pour la commune, le premier recensement exhaustif entrant dans le cadre du nouveau dispositif a été réalisé en 2008,.
En 2015, la commune comptait 51 habitants, en évolution de −8,93 % par rapport à 2010 (Jura : −0,23 %, France hors Mayotte : +2,49 %).
| 1800 | 1806 | 1821 | 1831 | 1836 | 1841 | 1846 | 1851 | 1856 |
| ---- | ---- | ---- | ---- | ---- | ---- | ---- | ---- | ---- |
| 138  | 186  | 176  | 153  | 152  | 149  | 146  | 143  | 136  |

| 1861 | 1866 | 1872 | 1876 | 1881 | 1886 | 1891 | 1896 | 1901 |
| ---- | ---- | ---- | ---- | ---- | ---- | ---- | ---- | ---- |
| 123  | 125  | 120  | 118  | 124  | 108  | 110  | 107  | 90   |

| 1906 | 1911 | 1921 | 1926 | 1931 | 1936 | 1946 | 1954 | 1962 |
| ---- | ---- | ---- | ---- | ---- | ---- | ---- | ---- | ---- |
| 104  | 101  | 86   | 85   | 84   | 73   | 57   | 52   | 37   |

| 1968 | 1975 | 1982 | 1990 | 1999 | 2008 | 2013 | 2015 | - |
| ---- | ---- | ---- | ---- | ---- | ---- | ---- | ---- | - |
| 33   | 35   | 36   | 41   | 39   | 50   | 50   | 51   | - |